# Kredyt sezonowy
Kredyt sezonowy – kredyty występujące najczęściej w małych firmach, które co określony czas (np. kwartał w roku, pory roku) są spłacane w uprzywilejowanych warunkach, w zależności od oferty danego banku. Jest używany najczęściej w firmach, które zajmują się pracą w określonym kwartale.